# Salvador Revert Alfaro
Salvador Revert Alfaro (Moixent, 20 d'octubre de 1961) és un exfutbolista valencià, que ocupava la posició de defensa.

## Trajectòria
Sorgeix del planter del València CF. Amb els de Mestalla debuta a primera divisió a la temporada 83/84, en la qual disputa 18 partits. A la 87/88 és titular en el conjunt valencianista, disputant 38 partits de Lliga. A l'any següent, la xifra baixa a 24.
L'estiu de 1989 fitxa pel CD Tenerife on roman tres temporades, sent titular les dues primeres. En total, ha sumat 184 partits i un gol a primera divisió.
Actualment és l'alcalde de Llocnou d'En Fenollet amb el PSPV-PSOE.